# Pučko vjerovanje
Pučko vjerovanje ili narodno vjerovanje, skup tradicionalnih vjerovanja u nekoj društvenoj zajednici kojima se, na društveno prihvatljiv način, pokušava objasniti čovjek, društvo i svijet koji ga okružuje i protumačiti nepoznate i neobjašnjive prirodne pojave. Iz tako usustavljenih vjerovanja proizlazile su i određene običajno-obredne prakse. Dio tih narodnih vjerovanja danas se definira kao praznovjerje.
Narodna vjerovanja na našim prostorima prethodila su pokrštavanju i razvoju kršćanske kulture, a neka od tih vjerovanja su uspjela opstati do danas, barem u nekakvim sinkretističnim oblicima. Ljudi su vjerovali kako su u prirodi okruženi nevidljivim silama koje utječu na naš svijet i vjerovanjeda postoji duša i samostalna duhovna bića koja djeluju izvan i iznad našeg svijeta. Kroz to su se odražavale ideje za besmrtnošću, odnosno vječnim životom. Istodobno, nastaju i razvijaju se vjerovanja u duše pokojnika i predaka koji također imaju utjecaj na naš život, a s takvom idejom povezana su i vjerovanja u zagrobni život. Iz takvih vjeorovanja nastali su i pogrebni običaji. Istovremeno, ljudi su, na osnovu vjerovanja, razvili i običaje koje se tiču poroda i sklapanja braka, a razvili su i godišnje običaje koji su povezani s blagdanima, jer su narodni običaji postupno bili spojeni s kršćanstvom.
Među tipična narodna vjerovanja spadaju vjerovanja u posebne moći vuka, u magiju, vile i vještice te ostala fantastična bića narodnih priča i vjerovanja, u uroke i zle oči, sudbinu, demone i gatanje.

## Vanjske poveznice
- Pučka vjerovanja Hrvatska enciklopedija
- Narodni običaji Hrvatska enciklopedija